# یابوونگ-سپاوه
یابوونگ-سپاوه (به لاتین: Jabłoń-Spały) یک روستا در لهستان است که در گمینا نووه پیکوته واقع شده‌است. یابوونگ-سپاوه ۸۷ نفر جمعیت دارد.